# Coenonympha witimensis
Coenonympha witimensis är en fjärilsart som beskrevs av Davenport 1941. Coenonympha witimensis ingår i släktet Coenonympha och familjen praktfjärilar. Inga underarter finns listade i Catalogue of Life.